# Kharkhauda (ort i Indien, Uttar Pradesh)
Kharkhauda är en ort i Indien.   Den ligger i distriktet Meerut och delstaten Uttar Pradesh, i den norra delen av landet, 50 km öster om huvudstaden New Delhi. Kharkhauda ligger 225 meter över havet och antalet invånare är 13 189.
Terrängen runt Kharkhauda är mycket platt. Runt Kharkhauda är det mycket tätbefolkat, med 1 313 invånare per kvadratkilometer. Närmaste större samhälle är Meerut, 16,3 km norr om Kharkhauda. Trakten runt Kharkhauda består till största delen av jordbruksmark.